# Sven Ziegler
Sven Ziegler (* 31. Juli 1994 in Nürnberg) ist ein deutscher Eishockeyspieler, der seit Juli 2025 bei den Grizzlys Wolfsburg aus der Deutschen Eishockey Liga (DEL) unter Vertrag steht und dort auf der Position des rechten Flügelstürmers spielt. Zuvor war Ziegler bereits für die Eisbären Berlin, Straubing Tigers und Iserlohn Roosters in der DEL aktiv.

## Karriere

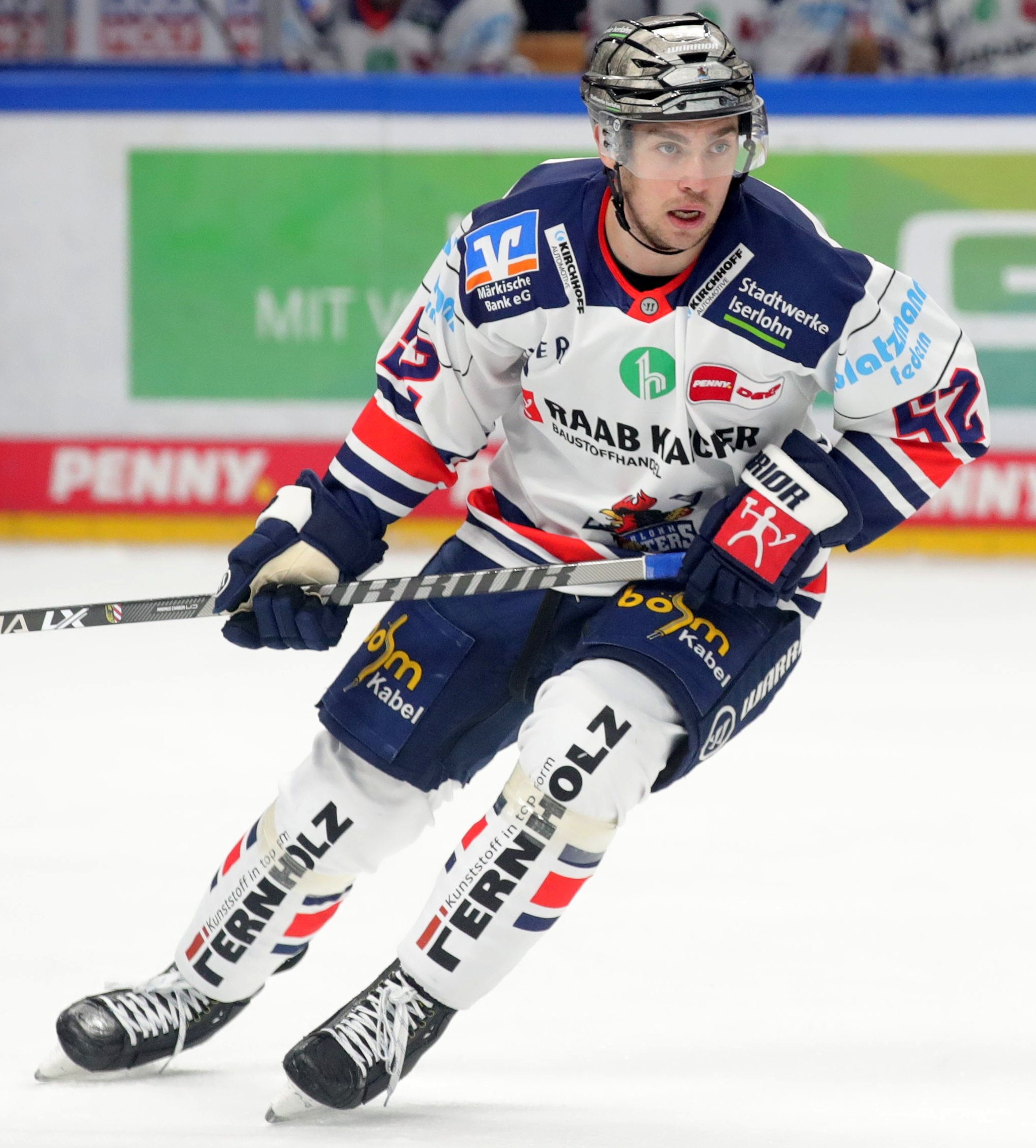
Ziegler im Trikot der Iserlohn Roosters (2022)

Ziegler, der als Vorbild den ehemaligen schwedischen Eishockeyspieler Mats Sundin angibt, spielte seit seiner Jugend für die Eisbären Juniors Berlin, der Nachwuchsmannschaft der Eisbären Berlin, die in der Deutschen Nachwuchsliga (DNL) aktiv waren. In der DNL-Saison 2011/12 konnte er in der Hauptrunde 26 Tore erzielen und war damit der erfolgreichste Torschütze in dieser Spielzeit. Mit seinem Team erreichte er auch das Playoff-Finale, unterlag dort aber dem DNL-Serienmeister Jungadler Mannheim, der Nachwuchsmannschaft der Adler Mannheim. Beim NHL Entry Draft 2012 galt Ziegler nach Pascal Zerressen als deutscher Spieler mit den größten Chancen und wurde auf der Liste der europäischen Kandidaten an 52. Stelle geführt – wurde letztlich aber nicht ausgewählt. In der Saison 2012/13 wurde Ziegler dann beim FASS Berlin, dem Oberliga-Kooperationspartner der Eisbären Berlin eingesetzt. Im Vorfeld des NHL Entry Draft 2013 wurde er als fünftbester deutscher Kandidat geführt, für eine Berufung galt er jedoch als körperlich nicht durchsetzungsfähig genug.
In der Saison 2013/14 kam Ziegler neben seinen Einsätzen für FASS Berlin auch zu Spielen für die Eisbären in der Deutschen Eishockey Liga (DEL) und konnte am 24. Januar 2014 sein erstes DEL-Tor gegen die Hamburg Freezers bejubeln.  Nach der Saison wurde sein Vertrag bei den Eisbären um zwei Jahre verlängert. Zu Beginn der Saison 2014/15 konnte er aufgrund von Verletzungen anderer Spieler sogar kurzzeitig in der ersten Berliner Angriffsreihe auflaufen, wurde im Laufe der Saison aber auch teilweise an die Dresdner Eislöwen, dem DEL2-Kooperationspartner der Berliner, ausgeliehen.
Nachdem er mit den Eisbären im Frühjahr 2018 Deutscher Vizemeister geworden war, verließ er den Hauptstadtverein und wechselte innerhalb der Deutschen Eishockey Liga zu den Straubing Tigers. In seiner ersten Spielzeit für die Niederbayern erreichte er erstmals mehr als 20 Punkte in einer DEL-Saison (18 Tore) und hatte damit seinen Anteil an der erfolgreichen Hauptrunde des Vereins. Im Juni 2021 wechselte der Angreifer erneut innerhalb der DEL zu den Iserlohn Roosters und war dort insgesamt vier Spielzeiten aktiv. Im Sommer 2025 schloss sich Ziegler den Grizzlys Wolfsburg an.

### International
Für Deutschland nahm Sven Ziegler an der World U-17 Hockey Challenge 2011 sowie an der Eishockey-Weltmeisterschaft der U18-Junioren 2012 und der Eishockey-Weltmeisterschaft der U20-Junioren 2014 teil, bei denen er insgesamt fünf Tore erzielen konnte. Im April 2019 erhielt er seine erste Berufung in die deutsche A-Nationalmannschaft.

## Erfolge und Auszeichnungen
- 2012 Bester Torschütze der Deutschen Nachwuchsliga
- 2018 Deutscher Vizemeister mit den Eisbären Berlin

## Karrierestatistik
Stand: Ende der Saison 2024/25

### International
Vertrat Deutschland bei:
- World U-17 Hockey Challenge 2011
- U18-Junioren-Weltmeisterschaft 2012
- U20-Junioren-Weltmeisterschaft 2014

(Legende zur Spielerstatistik: Sp oder GP = absolvierte Spiele; T oder G = erzielte Tore; V oder A = erzielte Assists; Pkt oder Pts = erzielte Scorerpunkte; SM oder PIM = erhaltene Strafminuten; +/− = Plus/Minus-Bilanz; PP = erzielte Überzahltore; SH = erzielte Unterzahltore; GW = erzielte Siegtore; 1 Play-downs/Relegation; Kursiv: Statistik nicht vollständig)